# Anim.o.v.e 01
『anim.o.v.e 01』（アニムーヴゼロワン）は、2009年8月19日にavex tuneが発売したm.o.v.eのカバーアルバム。

## 概要
- m.o.v.e初のカバーアルバム。
- カバー7曲、オリジナル3曲という構成で、オリジナル曲は宝野アリカ（from ALIPROJECT）や声優の三木眞一郎、桃井はるこやAKINO from bless4とのフィーチャリングになっている。
- DVDには「LIVE TRANSFORM 2009」の映像が収録されている。
- ジャケットイラストは初音ミクのキャラクターデザインで知られるKEIが手がけたもの。yuriとmotsuはジャケットに描かれている女性キャラクター「Lily」と男性キャラクター「Mosh」の声優、という趣向となっている[1]。なお、この企画が元となってyuriの声を音声ライブラリとしたVOCALOID音声合成ソフト『Lily』が販売される[1]。

## 収録曲

### CD
1. 創聖のアクエリオン / AKINO from bless4（創聖のアクエリオン）
『とりあえず生中（仮）7月』エンディング曲
2. LIBIDO - m.o.v.e×宝野アリカ （from ALI PROJECT）
3. 魂のルフラン / 高橋洋子（新世紀エヴァンゲリオン）
4. たった一つの想い / KOKIA（GUNSLINGER GIRL -IL TEATRINO-）
5. Gravity / m.o.e.v（らき☆すた）
6. 優しい傷 - m.o.v.e×AKINO（from bless4）
7. 名もなき愛 - m.o.v.e×桃井はるこ×三木眞一郎
8. Give a reason / 林原めぐみ（スレイヤーズNEXT）
9. God Knows... / 平野綾（涼宮ハルヒの憂鬱）
10. 愛・おぼえていますか / 飯島真理（超時空要塞マクロス）
11. 「頭文字D」Type D MIX（Gamble Rumble×DOGFIGHT×Noizy Tribe×Nobody Reason×DIVE INTO STREAM）/ Mixed by t-kimura（Bonus Track）

### DVD LIVE TRANSFORM 2009 @SHIBUYA-AX
1. Overture of "Humanizer"
2. platinum（Drum'n Bass REMIX）
3. DIVE INTO STREAM
4. SAIL AWAY
5. DEEP CALM
6. PLANET☆ROCK
7. KEEP ON MOVIN'
8. Lookin' On The Sunny Side
9. Gamble Rumble